# Александра Ярецька
Александра Ярецька (11 жовтня 1995 , Краків ) — польська фехтувальниця на шпагах, бронзова призерка Олімпійcьких ігор 2024 року, чемпіонка Європи.

## Виступи на Олімпіадах
| Олімпіада  | Дисципліна          | Місце |
| ---------- | ------------------- | ----- |
| Токіо 2020 | індивідуальна шпага | 14    |
| Токіо 2020 | командна шпага      | 6     |
| Париж 2024 | командна шпага      | 3     |